# Fujiwara no Sadayori
Fujiwara no Sadayori (藤原義孝; 995 – 8 febbraio 1045) è stato un poeta giapponese waka del medio periodo Heian.
Il suo nome è incluso negli elenchi antologici del Chūko Sanjūrokkasen e dell'Ogura Hyakunin Isshu.

## Biografia
Era il figlio maggiore di Fujiwara no Kintō e sua madre era la figlia del principe Akihira (figlio dell'imperatore Murakami).
Ha servito direttore per gli affari militari (shōnii) prima di diventare consigliere centrale (gonchūnagon), per questo prende il nome di Shijō Chūnagon (四条中納言). Era noto sia come poeta che come calligrafo.
Nel 1007 fu nominato jugoi, nel 1008 ciambellano e nel 1009 tenjōbito (funzionario di corte). Nel 1017 è stato promosso kurodonotō poi Shōshii, nel 1020 sangi e sadaiben e nel 1022 shōsanmi. Nel 1029 aderì al titolo di Gonchūnagon e nel 1042 a quello di Shōnii. Intorno al 1044 si ammalò, divenne monaco buddista e morì l'anno successivo.
Ci furono aneddoti sulla sua relazione con la poeta Koshikibu no Naishi, ebbe anche rapporti con le poetesse Sagami e Daini no Sanmi. Era un esperto di musica, nel canto dei sutra buddisti e nella calligrafia cinese. Ha partecipato a concorsi di waka durante il 1032 e il 1035.

## Opera poetica
Quarantacinque delle sue poesie furono incluse in antologie imperiali e fu scelto come uno dei trentasei immortali della poesia del tardo classico (中古三十六歌仙, Chūko Sanjūrokkasen).
La seguente sua poesia è stata inclusa come n° 64 in Ogura Hyakunin Isshu di Fujiwara no Teika:
(Hyakunin Isshu  n° 64)
Ha anche compilato un'antologia privata chiamata Sadayori-shū (定頼集).